# Blendsäule

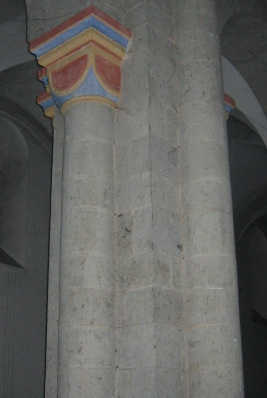
Halbsäulen an einem Pfeiler

Eine Blendsäule ist ein Formelement der Architektur, teilweise der Scheinarchitektur.
Als Blendsäulen werden Säulen, die einer Wand scheinbar vorgeblendet sind, bezeichnet. Als Bauglied stehen sie jedoch in festem Mauerverband mit der Wand, die sie gliedern. Sie sind daher als halb hervortretender Zylinder in die Wand eingebaut. In romanischen und gotischen Kirchen dienen sie in der Regel zur Aufnahme des von den Gurtbögen kommenden Gewölbeschubes.
Doch häufig haben sie, ähnlich den flachen, viereckigen Pilastern oder den Lisenen, keine statische Funktion. Sie sind vielmehr ein Element der Scheinarchitektur. Halbsäulen oder von Scherwänden geschlossene Säulenstellungen, die optisch den gleichen Eindruck vermitteln, gibt es bereits seit dem späten 5. Jahrhundert v. Chr. in der griechischen Architektur. So besaßen die Wandzungen in der Cella des Apollontempels in Bassai Halbsäulen. Am Athenatempel in Tegea sind die Halbsäulen unvermittelt vor die Wand gesetzt (Blendarkaden).

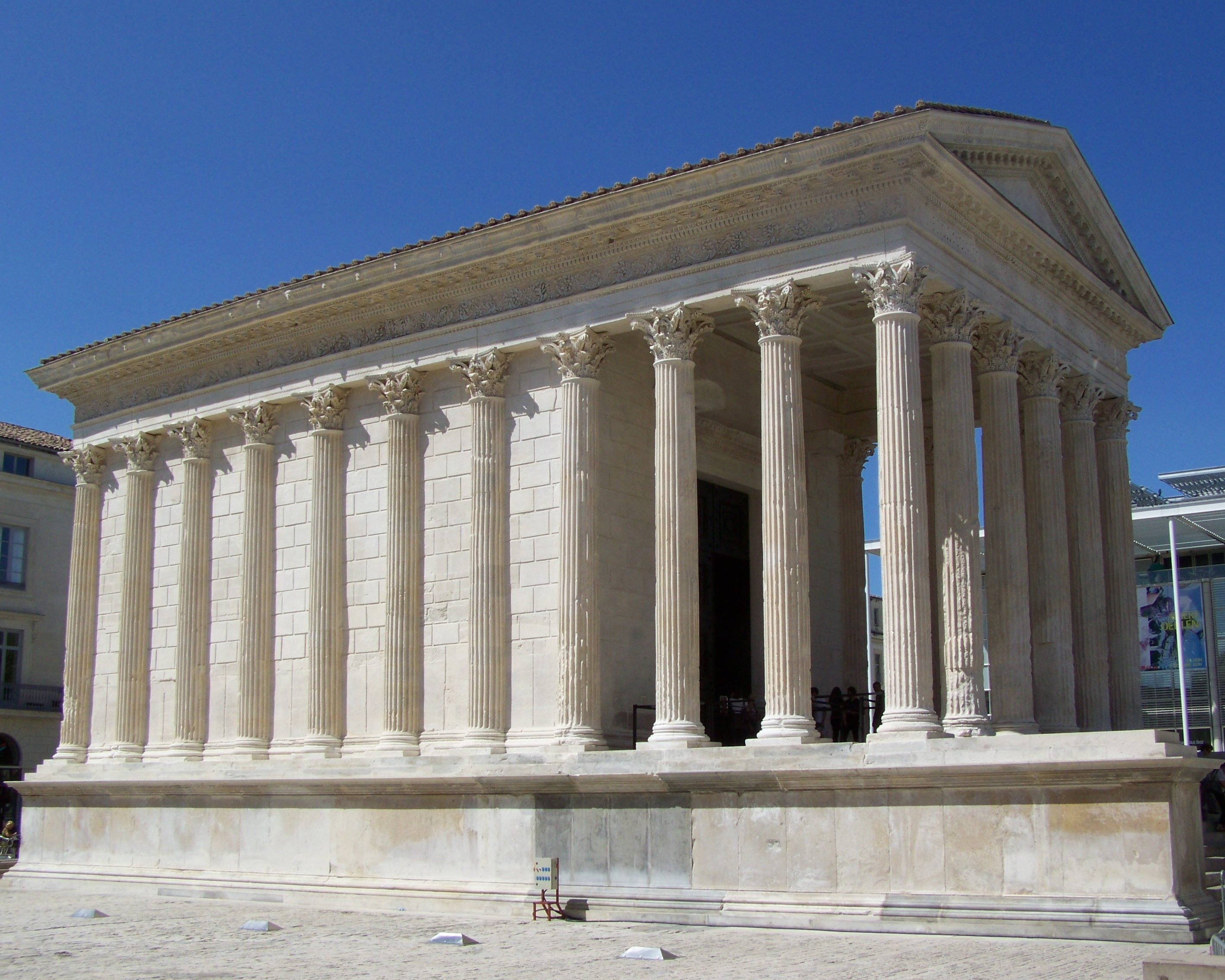
Maison Carrée, Nîmes

Im Außenbau griechischer Tempel verwendeten die Griechen das Motiv etwa beim Pseudoperipteros Tempel L in Epidauros. Dabei sollte eine Säulenstellung vorgetäuscht werden, die der Tempel an Lang- und Rückseiten gar nicht besaß. Die Blendsäulen befinden sich hierzu an den Außenwänden der Cella. Tatsächlich wird der Unterschied zu einem Peripteros erst bei einer gewissen Annäherung dem Betrachter deutlich. Doch auch Pfeilerhalbsäulen und Doppelhalbsäulenpfeiler sind den Griechen des Hellenismus geläufig und bilden Vorstufen zu Ovalsäulen und gekoppelten Säulen. Vor allem in der Theaterarchitektur ist das Motiv der Halb- oder Blendsäule beliebt. Der Blendsäule kommt daher wie dem Pilaster neben der gestalterischen Bereicherung insbesondere die Funktion der Wandgliederung zu, wie es am Gymnasion in Stratonikeia nachzuweisen ist.